# Jonas Klevhag
Carl Jonas Christer Klevhag, född 21 december 1966 i Malmö, är en svensk manusförfattare, copywriter, programledare och skådespelare (komiker).

## Biografi
Klevhag har sin bakgrund i Lunds studentvärld. Han var en av de mer framträdande gestalterna inom Lundaspexarna under 1990-talet och hade även en viktig roll i den nyskrivna musikalen Leonard Pläd 1997. I lundakarnevalen har Klevhag bland annat spelat en av huvudrollerna i karnevalsfilmen Angst 1994 och återkom i filmen Vaktmästaren och professorn 2002 i en mindre roll som sjungande brevbärare.
Efter studietiden har Klevhag bland annat skrivit manus till TV-programmen Snacka om nyheter och Tredje makten samt varit programledare för radioprogrammen Pyttipanna, Radiobaren och Lustiga huset i Sveriges Radio P4. Han har medverkat i Hipp Hipp-gängets TV-serier och är även anställd vid Anders Janssons och Johan Westers produktionsbolag Anagram. Tillsammans med Karl Löfqvist skapade han (och var bisittare i) TV-programmet Veckans president 2006.
Klevhag är manager för TV-kocken Tina Nordström och har även medverkat vid utgivandet av ett par kokböcker.
I grunden har Klevhag en utbildning som civilingenjör i maskinteknik och reglerteknik.

## Filmografi
- 1998 – Angst
- 2001 – Hipp Hipp! (TV-serie)
- 2002 – Vaktmästaren och professorn
- 2006 – Gömt